# Ildikó Schwarczenberger
Ildikó Schwarczenberger o Ildikó Schwarczenberger-Tordasi (en hongarès: Schwarczenberger Ildikó) (Budapest, Hongria el 9 de setembre de 1951 - 13 de juliol de 2015) fou una tiradora d'esgrima hongaresa, guanyadora de quatre medalles olímpiques.

## Carrera esportiva
Va participar, als 20 anys, en els Jocs Olímpics d'Estiu de 1972 realitzats a Múnic (Alemanya Occidental), on va aconseguir guanyar la medalla de plata en la prova femenina per equips en la modalitat de floret. En els Jocs Olímpics d'Estiu de 1976 realitzats a Mont-real (Canadà) aconseguí guanyar dues medalles: la medalla d'or en la prova individual i la medalla de bronze en la prova per equips. En els Jocs Olímpics d'Estiu de 1980 realitzats a Moscou (Unió Soviètica) va aconseguir revalidar la seva medalla de bronze per equips, si bé únicament pogué ser novena en la prova individual.
Al llarg de la seva carrera ha guanyat deu medalles en el Campionat del Món d'esgrima, entre elles una medalla d'or.